# La Voce Repubblicana
La Voce Repubblicana (deutsch: die republikanische Stimme) war die Tageszeitung der Republikanischen Partei Italiens. Sie wurde im Jahre 1921 von Giovanni Conti gegründet und erschien zuletzt im Jahre 2013. Seit 2014 gibt es nur noch eine Online-Ausgabe.

## Vor dem Zweiten Weltkrieg
Die erste Ausgabe der Voce Repubblicana erschien am 15. Januar 1921, unter der Leitung von Giovanni Conti. Sie wurde später unter anderem von Fernando Schiavetti, Randolfo Pacciardi und Ugo La Malfa geleitet.
Nach dem Verbot aller antifaschistischen Zeitungen musste auch La Voce Repubblicana im Jahre 1926 ihr Erscheinen einstellen. Ab 1944 erschien sie wieder regelmäßig.

## Nach dem Zweiten Weltkrieg
Schon in der Vergangenheit musste La Voce Repubblicana immer wieder wegen Geldmangels eingestellt werden, so z. B. 1978–1981, 1998–1999, 2000–2003. Die wechselvolle Geschichte der Zeitung in der Nachkriegszeit spiegelt die zunehmende Bedeutungslosigkeit der Republikanischen Partei in der politischen Landschaft Italiens wider.